# Please (álbum)
Please é o álbum de estreia da banda Pet Shop Boys, lançado em 1986.
O disco atingiu o nº 7 da Billboard 200 e o nº 34 do Top R&B/Hip-Hop Albums.

## Faixas
1. "Two Divided By Zero" - 3:34
2. "West End Girls" - 4:45
3. "Opportunities (Let's Make Lots Of Money)" - 3:44
4. "Love Comes Quickly" - 4:19
5. "Suburbia" - 5:05
6. "Opportunities" (reprise) - 0:33
7. "Tonight Is Forever" - 4:31
8. "Violence" - 4:27
9. "I Want A Lover" - 4:05
10. "Later Tonight" - 2:46
11. "Why Don't We Live Together?" - 4:44

## Créditos
- Chris Lowe
- Neil Tennant